# Coupe d'Allemagne féminine de football 2006-2007
Navigation
Édition précédente Édition suivante
Le DFB-Pokal Frauen 2006-2007 est la vingt-septième édition de la Coupe d'Allemagne féminine.
Il s'agit d'une compétition à élimination directe ouverte aux vainqueurs des coupes de chaque fédération régionale et des clubs des deux  Bundesliga féminines. Elle est organisée par la Fédération allemande de football (DFB).
La finale a lieu le 26 mai 2007 au stade olympique de Berlin. Le 1.FFC Francfort remporte sa sixième Coupe d'Allemagne.

## Format
Les équipes participantes sont les vainqueurs des coupes des fédérations régionales sauf si ce sont des équipes réserves, si une équipe réserve gagne la coupe régionale c'est le finaliste qui est qualifié.
Participent également toutes les équipes ayant disputé la Bundesliga féminine 2005-2006 sauf le FSV Francfort qui a vu retirer sa licence, soit 11 équipes, toutes les équipes de la deuxième division (19 équipes) et les promus pour la saison 2005-2006 venant de troisième division (3 équipes), les équipes réserves ne participent pas à la compétition.
La compétition se joue sur un match, en cas d'égalité une séance de tirs au but a lieu. 
La finale se joue le 26 mai 2007 en lever de rideau de la finale masculine.

## Demi-finales
| Equipe 1            | Equipe 2           | Score           |
| ------------------- | ------------------ | --------------- |
| SG Essen-Schönebeck | FCR 2001 Duisbourg | 1 - 1 (tab 1-5) |
| 1.FFC Francfort     | 1. FC Sarrebruck   | 4 - 0           |

## Finale
| 26 mai 2007 | 1.FFC Francfort   | 1 - 1   | FCR 2001 Duisbourg | Stade olympique de Berlin, Berlin |                      |
|             |                   | (1 - 1) |                    | Spectateurs : 20 000              | Spectateurs : 20 000 |
|             | Tirs au but 4 - 1 |         |                    | Spectateurs : 20 000              | Spectateurs : 20 000 |

- Le 1.FFC Francfort remporte sa sixième Coupe d'Allemagne et devient le tenant du titre record[2].